# Кюркчийский, Красимир
Красими́р Цвета́нов Кюркчи́йский (болг. Красимир Цветанов Кюркчийски; 22 июня 1936, Троян, Болгария — 15 декабря 2011, Болгария) — болгарский композитор, дирижёр и педагог.

## Биография
В 1962 году окончил Болгарскую консерваторию у Панчо Владигерова (композиция), в 1965—1966 годах стажировался под руководством Дмитрия Шостаковича в Московской консерватории. В 1962—1972 годах — дирижёр Ансамбля народной песни и танца имени Ф. Кутева и одновременно в 1969—1972 годах — Ансамбля народной песни Болгарского радио и телевидения в Софии. С 1970 года до середины 1990-х годов преподавал в Болгарской консерватории. В своих сочинениях сочетал современную технику композиции со стилистическими особенностями болгарского фольклора, в частности использовал «шопскую диафонию». Занимался обработкой народных песен. Писал музыку к кинофильмам.
Долгое время жил и работал в селе Боженците.

## Сочинения
- опера «Юла» (1969, Стара-Загора)
- опера «За ваше здоровье!» (1986, София)
- опера Наследство (1987)
- балет «Баллада об автопортрете» (1968, Новосибирск)
- балет «Козий рог» (1983, София)
- кантата «Сказка о лестнице» (1963)
- кантата «Баллада о Паисии» (1962)
- кантата о партии (1964)
- Симфония-реквием (1966)
- Литургическая симфония
- «Диафонический этюд» для симфонического оркестра (1964)
- Концерт для оркестра (1976)
- концерт для виолончели с оркестром (1961)
- 2 концерта для фортепиано с оркестром (1979, 2011)

## Награды
- 1966 — «Гран-при» на Международном конкурсе «Музыкальные недели Парижа» (за Струнный квартет, 1959 год)
- 1978 — Заслуженный артист НРБ
- 1980 — Димитровская премия